# 99 Luftballons
99 Luftballons ("99 globus") és una cançó de protesta de l'era de la Guerra Freda de la cantant alemanya Nena escrita per Kevin McAlea.
També és el nom de l'àlbum que la conté. Originalment cantada en alemany, posteriorment se'n va fer una versió en anglès amb el títol de 99 Red Balloons (99 Globus Vermells). Amb tot, la versió anglesa no és una traducció exacta de l'original. És una de les cançons pop d'una cantant alemanya amb més èxit a tot el món.
"99 Luftballons" va arribar al número u a l'Alemanya Occidental el 1983. El 1984 la versió original alemanya també va aconseguir arribar al número dos a l'American Billboard Hot 100 i la versió anglesa va arribar al capdamunt de l'UK Singles Chart.

## Història de la cançó
Mentre Carlo Karges, el guitarrista de Nena, estava present a un concert dels Rolling Stones va veure com deixaven anar uns globus. Quan els globus es van moure cap a l'horitzó, va notar com canviaven de forma. En comptes de semblar globus, semblaven una mena de nau espacial. Després d'aquesta experiència va escriure "99 Luftballons".
Tant la versió alemanya com l'anglesa expliquen la història de 99 globus que suren a l'aire. Les forces militars sobrereaccionen en detectar els objectes que volen i llancen un atac apocalíptic. Uwe Fahrenkrog-Petersen va compondre la música. Kevin McAlea va escriure la lletra de la versió anglesa titulada "99 Red Balloons" (en un sobre, que assegura que encara conserva) que té un to més satíric que l'original.
El títol original es tradueix com "99 Globus". El color vermell es va afegir en la versió anglesa, molts assumeixen que es refereix a la percepció de l'amenaça comunista, a pesar del fet que no apareix a la versió original.